# آرثر دبليو. ماكنزي
آرثر دبليو. ماكنزي هو سياسي كندي، ولد في 15 يونيو 1898، وتوفي في 1986. نشط حزبياً في الحزب الليبرالي في نوفا سكوشا ‏. وقد انتخب عضو مجلس نواب نوفا سكوشا ‏.